# Marie Prouvensier

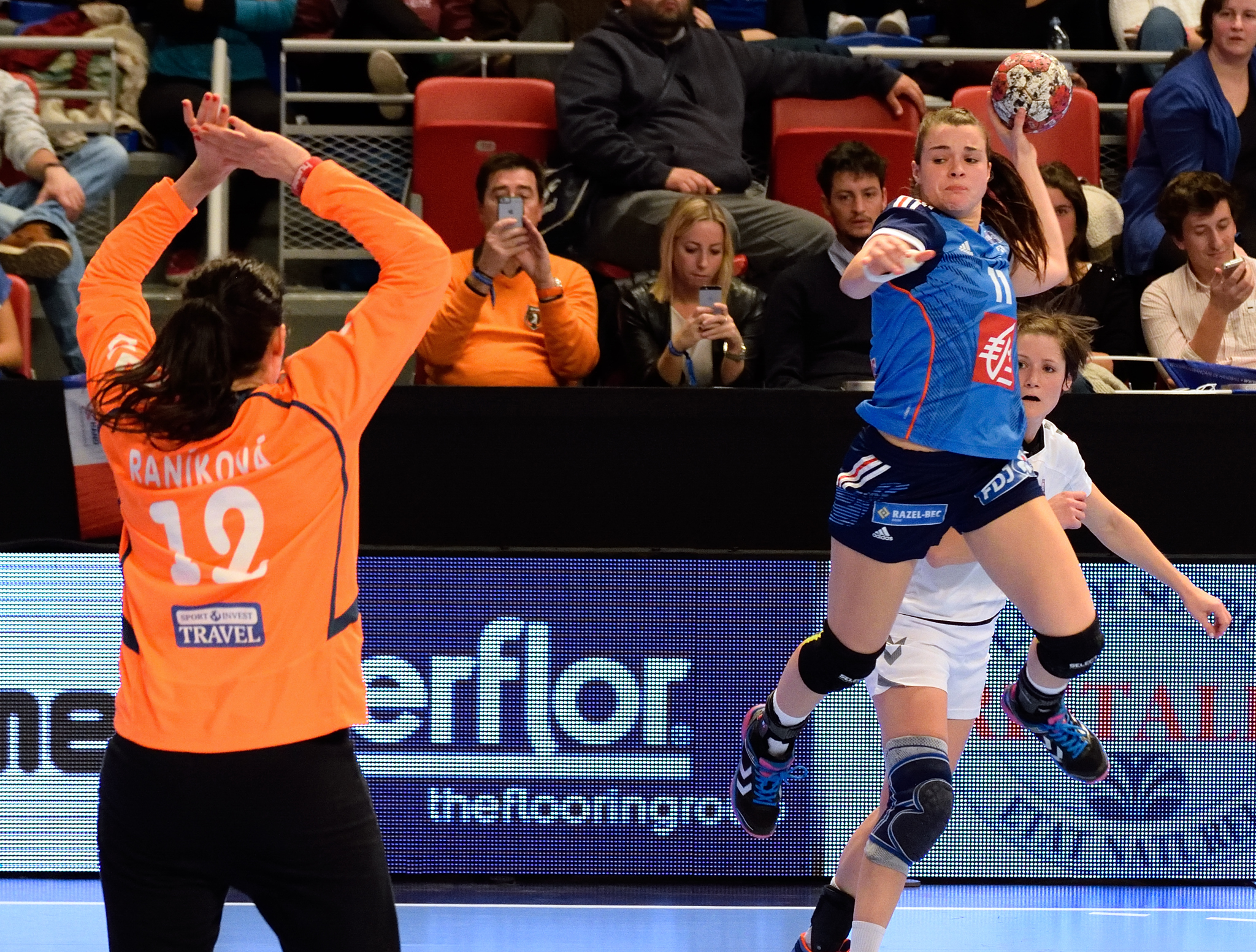
Marie Prouvensier au tir à l'aile face à la tchèque Barbora Raníková en 2015.

Marie Prouvensier, née le 9 février 1994 à Dijon, est une joueuse française de handball évoluant au poste d'ailière droite au Paris 92 en Ligue Butagaz Energie.

## Biographie
Formée au club, Marie Prouvensier débute en première division durant la saison 2010-2011 et intègre pleinement l'équipe première du Cercle Dijon Bourgogne en 2011-2012. Après la relégation du club en 2e division à l'été 2013, elle participe à la remontée directe en remportant le titre de Championne de France de D2 en 2014.
À l'été 2014, elle participe au Championnat du monde junior avec l'équipe de France junior, qu'elle termine à la cinquième place.
En septembre 2014, elle figure dans la liste des 22 joueuses retenues en équipe de France A pour le stage de préparation à la Golden League en octobre. Elle honore sa première sélection à cette occasion le 27 novembre 2014 contre la Serbie. Elle est finalement retenue pour participer au Championnat d'Europe 2014 en Hongrie et en Croatie. Pour son premier match dans la compétition, la seule ailière droite de métier du groupe réussit un bon match en inscrivant deux buts. La France termine finalement 5e de la compétition.
Ses bonnes performances en club lui permettent d'être élue meilleure joueuse du mois du championnat de France en janvier 2015. Régulièrement sélectionnée en équipe de France, elle est retenue dans la liste des 18 joueuses qui participent au championnat du monde 2015, sa deuxième compétition internationale consécutive.
Pour la saison 2015-2016, elle annonce s'engager avec le Brest Bretagne Handball.
Initialement non retenue en équipe de France pour disputer les Jeux olympiques de 2016 à Rio de Janeiro, elle intègre l'équipe au stade des quarts de finale pour pallier la blessure de Blandine Dancette et remporte ainsi la médaille d'argent olympique.
En Juillet 2019, elle s'engage pour quatre ans avec le club de Nice.
En Juillet 2023, elle s'engage pour deux ans avec le club de Paris 92

## Palmarès

### En sélection
Jeux olympiques
- médaille d'argent aux Jeux olympiques 2016

championnats du monde
- 7e place du championnat du monde 2015

 championnats d'Europe
- 5e place du championnat d'Europe 2014

autres
- 5e place du championnat du monde junior en 2014
- 7e place du championnat d'Europe junior en 2013[17]

### En club
compétitions nationales
- coupe de France
  - vainqueur en 2018 (avec Brest Bretagne Handball)
  - finaliste en 2019 (avec Brest Bretagne Handball)
- vainqueur du Championnat de France de D2 en 2014 (avec le Cercle Dijon Bourgogne)

### Distinctions individuelles
- élue meilleure joueuse du mois de janvier 2015 du championnat de France
- élue meilleure ailière droite du championnat de France de D2 2013-2014
- élue meilleure ailière droite du championnat de France de D1 2014-2015

## Décorations
- Chevalier de l'ordre national du Mérite le 1er décembre 2016[18]